# Oligostachyum sulcatum
Oligostachyum sulcatum är en gräsart som beskrevs av Zheng Ping Wang och Guang Han Ye. Oligostachyum sulcatum ingår i släktet Oligostachyum och familjen gräs. Inga underarter finns listade i Catalogue of Life.